# Adenocarpus desertorum
Adenocarpus desertorum är en ärtväxtart som beskrevs av Santiago Castroviejo. Adenocarpus desertorum ingår i släktet Adenocarpus och familjen ärtväxter. Inga underarter finns listade i Catalogue of Life.